# Síly

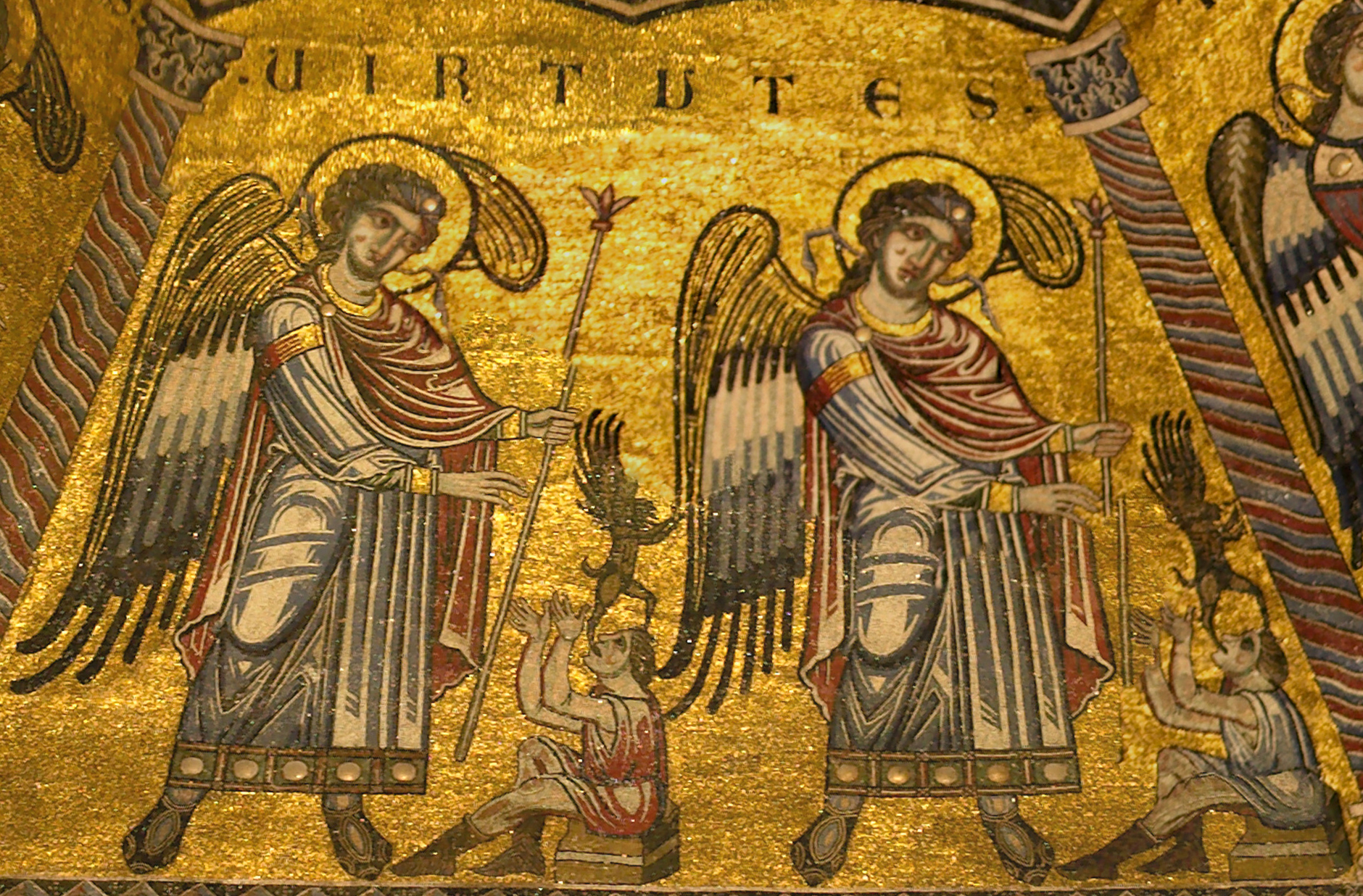
Síly na mozaikách florentského baptisteria

Síly či Ctnosti (řecky Dynameis, latinsky Virtutes) jsou podle křesťanské angelologie založené na klasifikaci Dionýsia Areopagity pátým řádem andělů, patřícím do druhé hierarchie klasické tradice, prostřední z „nebeských vládců“, která zahrnuje také nad nimi stojící kategorii Panstva a pod nimi stojící kategorii Mocnosti.
Ctnosti představují „hrdinskou a neochvějnou sílu“.
V křesťanském náboženství jsou často zobrazovány s knihou v ruce.

## Vlastnosti
| „ | „Jméno svatých ctností znamená nezlomnou odvahu a neohroženost ve všech činnostech, odvahu, která se nikdy neunaví přijímat osvícení, jež jí propůjčuje božský princip.“ — (Pseudo-Dionysios Areopagita, De celesti hierarchia, VIII.) | “ |

|       | Hierarchie andělů podle Pseudo-Dionysia Areopagity              |                     |
| 9 8 7 | Serafové (lat. Seraphim) Cherubové (Cherubim) Trůny (Thronus)   | ANDĚLSKÁ HIERARCHIE |
| 6 5 4 | Panstva (Dominationes) Síly (Virtutes) Mocnosti (Potestates)    | ANDĚLSKÁ HIERARCHIE |
| 3 2 1 | Knížata (Principatus) Archandělé (Archangelus) Andělé (Angelus) | ANDĚLSKÁ HIERARCHIE |
|       |                                                                 |                     |
| 6 5 4 | Biskupové Kněží Jáhni                                           | CÍRKEVNÍ HIERARCHIE |
| 3 2 1 | Zasvěcené osoby Pokřtění křesťané Katechumeni                   | CÍRKEVNÍ HIERARCHIE |

Podle tradice, kterou obnovil Dante Alighieri, se Virtutes nacházejí na oběžné dráze Marsu. Jejich hlavní charakteristikou je odvaha, síla čelit překážkám a obtížím; obecně jsou spojovány s modrou barvou safíru.
Pavel z Tarsu se o Sílách zmiňuje v Listu Efezanům – Ef 1, 21 (Kral, ČEP). Papež Řehoř Veliký, který uvedl andělské chóry do povědomí latinského Západu, umístil Síly na sedmé místo andělské hierarchie ve srovnání s Dionýsiem: toto umístění převzal v Convivio (II, 5) Dante, který však obnovil původní Dionýsiovo schéma v Božské komedii (Par. 1, 5). III, v. 73–75, 79–81) se Sílami na pátém místě, což je ostatně stejná pozice, kterou přijal Tomáš Akvinský. Pro Danta jsou to silní, bojovní andělé, kteří předsedají velkým dějinným změnám.

## Duchové pohybu
V ezoterickém pohledu antroposofie Rudolfa Steinera jsou Síly nazývány také „duchy pohybu“, protože jsou zodpovědné za vše, co se ve stvoření mění a vyvíjí, jako je například přeměna semínka v rostlinu. Od těchto andělů pochází formování skupinového vědomí, které sjednocuje živočišné druhy, zatímco ve vztahu k lidstvu působí na pozemskou civilizaci různými planetárními vlivy, které jsou ještě větší než vlivy Mocností.
V dávných kosmických epochách byl podle Steinera části Sil dán příkaz klást lidstvu do cesty překážky, místo aby mu přály, a to proto, aby podnítily rozvoj vědomí a svobody lidstva: rozhodnutí, které by vedlo k možnosti vzniku zla, ale také ke schopnosti člověka povznést se nad něj vlastní silou.